# يوريكو كايرس
يوريكو كايرس هو لاعب كرة قدم برتغالي في مركز الوسط، ولد في 5 أغسطس 1952 في فونشال في البرتغال، وتوفي في 13 نوفمبر 1989 في البرتغال. لعب مع إستريلا دا أمادورا وإشتوريل برايا ونادي أونياو دا ماديرا ونادي بنفيكا ونادي بيرا مار ونادي بيلينينسش.

## وصلات خارجية
- يوريكو كايرس على موقع قاعدة بيانات كرة القدم.إي يو (الإنجليزية)